# Stephan IV. (Ungarn)

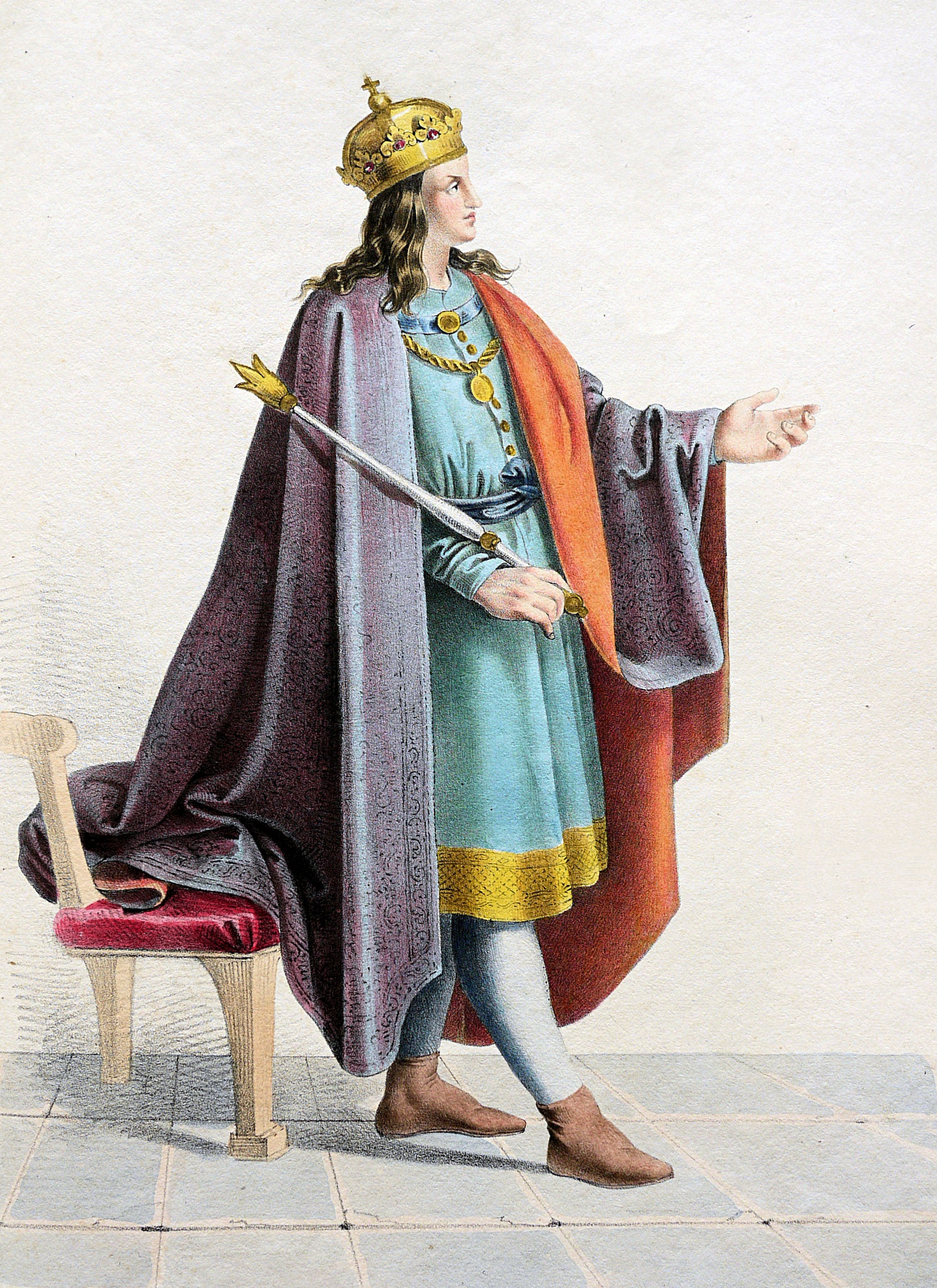
Stephan IV., Lithographie von Josef Kriehuber nach einer Zeichnung von Moritz von Schwind, ca. 1828

Stephan IV. (ungarisch IV. István, kroatisch Stjepan IV., * um 1133; † 11. April 1165) war ein ungarischer Gegenkönig zu Stephan III. Er regierte ab dem 27. Januar 1163 bis in das Jahr 1165. Sein Vater war Béla II. und seine Mutter Ilona war die Tochter des serbischen Herrschers Uros I. Sein gesamtes Leben war von Machtkämpfen geprägt.

## Kampf um die Macht unter Géza II.
Stephan IV. wurde zum ersten Mal im Jahre 1152 erwähnt. Damals wurden die beiden Neffen von Géza II., Ladislaus II. und Stephan IV. zu ungarischen Prinzen ernannt. Unter der Regierung von Géza war die königliche Macht noch stabil, jedoch entstand langsam eine Gesellschaftsschicht, die aufgrund von Unzufriedenheiten mit der Regierung Gézas den Titel des Königs beanspruchte.
Nach einem Vierteljahrhundert entflammten die Kämpfe um den Thron Ungarns erneut. Einer griechischen Quelle zufolge spielte Stephans Machtgier hierbei eine Rolle. Um seinen Anspruch auf den Thron zu unterstützen, verschwor Stephan sich mit Belos, dem Ban Südungarns. Ihre Verschwörung gegen Géza II. im Frühjahr 1157 schlug fehl, und sie mussten fliehen. Stephan suchte Schutz am Hofe Friedrich Barbarossas. Am 13. Januar 1158 entschied sich der Kaiser des Heiligen Römischen Reichs dafür, Géza II. zu unterstützen. Trotzdem erlaubte er Stephan den Hof zu verlassen, woraufhin dieser nach Konstantinopel floh.
Ein Grund dafür war, dass Friedrich I. damals mit den italienischen Feldzügen beschäftigt war. Entscheidend war auch, dass Géza nach der Schlacht am Fischa im Sommer 1157 eine Politik begann, welche die Beziehungen der Heilig-Römischen und der Ungarischen Krone stärkte. Er gab seine Tochter dem böhmischen Thronfolger, einem Verbündeten Friedrich Barbarossas, zur Frau. Außerdem stellte Géza Kaiser Friedrich ungarische Soldaten zur Verfügung, um die italienischen Feldzüge zu unterstützen.

## Zeiten der byzantinischen Einmischung
Stephan wurde am Hofe des byzantinischen Kaisers Manuel mit Freude empfangen und heiratete des Kaisers Nichte, Maria. Der kaiserliche Hof konnte sich jedoch noch nicht mit Stephans Plänen beschäftigen, da Manuel bis 1161 ortserweiternde Kämpfe führte.
Währenddessen kam in Ungarn auch unter Ladislaus eine Verschwörung zustande, die ebenfalls scheiterte. 1160 musste er nach Konstantinopel fliehen. Zudem wurde ihm eine Heirat angeboten, Ladislaus wies das Angebot jedoch zurück.
Nach dem Tode Gézas II. entschloss sich Manuel, Ungarn zu einem byzantinischen Vasallenstaat zu machen. Das Ungarische Königreich musste sich in den kommenden Perioden bemühen, seine Selbstständigkeit zu bewahren.
Manuel hatte zum Ziel, die Herrschaft über Ungarn zu erreichen, und verfolgte dies mit Hilfe von militärischer Dominanz und Korruption. Nach den Kämpfen gingen die Ungarn mit dem byzantinischen Reich einen Kompromiss ein. Nicht Stephan (IV.), sondern Ladislaus wurde König. Stephan wurde Herzog mit Macht über ein Drittel des Landes. Stephan III. musste nach Pozsony fliehen.
Am 14. Januar 1163 starb Ladislaus. Stephan konnte jetzt seine Machtgier befriedigen und wurde König von Ungarn. Miko, Erzbischof von Kalocsa, krönte ihn am 27. Januar 1163. Lukács, der Erzbischof von Gran, erkannte diese Entscheidung aber nicht an. Ein Grund dafür war mangelnde Beliebtheit Stephans im Königreich. Als sich daraufhin ein Aufstand gegen ihn richtete, rief er griechische Soldaten zu seiner Unterstützung.
Dies missfiel jedoch Kaiser Friedrich Barbarossa, da er nicht wollte, dass das byzantinische Reich zu viel Einfluss an der südöstlichen Grenzregion des Heiligen Römischen Reiches gewinnt. Der Kaiser unterstützte also Stephan III. in den Kämpfen. Nachdem die griechischen Armeen das Land verlassen hatten, marschierten die Armeen Stephans III. in Richtung des Landesinneren. Am 19. Juni 1163 verlor Stephan IV. die Schlacht bei Székesfehérvár. In dieser Schlacht starb Ban Belos und Stephan IV. wurde gefangen genommen. Ihm wurde jedoch wieder gestattet, nach Konstantinopel zurückzukehren.
Bis 1165 versuchte Manuel noch dreimal erfolglos Ungarn unter seinen Einfluss zu bringen. Schon damals hatte Stephan IV. keine Unterstützer mehr im Land. Im geschlossenen Frieden erkannte Manuel die Hoheit von Stephan III. an. Prinz Béla, Stephans Bruder, ging auch an den byzantinischen Hof.
Stephan IV. wurde schlussendlich von seinen Anhängern auf der Zimonyer Burg ermordet. Seine Taten wurden noch lange als Grund für die ungarische Instabilität angesehen. Infolgedessen wurde ihm lange Zeit eine Beerdigung verweigert.
Stephan IV. wurde in Székesfehérvár begraben.
Über die Thronfolge siehe: Stephan III. oder die Liste der Herrscher von Ungarn
| Vorgänger    | Amt                           | Nachfolger   |
| ------------ | ----------------------------- | ------------ |
| Stephan III. | (Gegen-)König von Ungarn 1163 | Stephan III. |